# My Fair Lady (1964.)
My Fair Lady filmska je adaptacija istoimenog mjuzikla, My Fair Lady koji se temeljio na kazališnom komadu Georgea Bernarda Shawa, Pigmalion. Film je režirao George Cukor, a u glavnim se ulogama pojavljuju Audrey Hepburn i Rex Harrison. 
Film je osvojio osam Oscara, uključujući i onaj za najbolji film, najboljeg glumca i najboljeg redatelja.

## Radnja
Profesor fonetike, Henry Higgins, se okladio da od Elize, obične djevojke koja prodaje cvijeće i govori londonski cockney dijalekt, može napraviti osobu koja govori uglađeno engleskim jezikom. Tijekom nekoliko mjeseci koje Eliza provodi kod Higginsa ima prigodu vježbati izgovor engleskog jezika koji se govori u visokom društvu. Mrzovoljni i arogangtni profesor Higgins se postupno zaljubljuje u ljupku Elizu.

## Nagrade i priznanja

### Oscar - 1964.
My Fair Lady osvojio je osam Oscara:
- Oscar za najbolji film - Jack Warner
- Oscar za najboljeg redatelja - George Cukor
- Oscar za najboljeg glavnog glumca - Rex Harrison
- Oscar za najbolju fotografiju - Harry Stradling
- Oscar za najbolje miksanje zvuka - George R. Groves, Warner Brothers Studio
- Oscar za najbolju originalnu glazbu - Andre Previn
- Oscar za najbolju scenografiju - Gene Allen, Cecil Beaton i George James Hopkins
- Oscar za najbolji dizajn kostima - Cecil Beaton

Film je nominiran za još četiri Oscara:
- Oscar za najbolji adaptirani scenarij - Alan Jay Lerner
- Oscar za najbolju montažu - William Ziegler
- Oscar za najboljeg sporednog glumca - Stanley Holloway
- Oscar za najbolju sporednu glumicu - Gladys Cooper

### Zlatni globus
My Fair Lady osvojio je tri Zlatna globusa:
- Zlatni globus za najbolji film – komedija ili mjuzikl
- Zlatni globus za najboljeg redatelja - George Cukor
- Zlatni globus za najboljeg glumca – komedija ili mjuzikl - Rex Harrison

### BAFTA
My Fair Lady osvojio je nagradu BAFTA za najbolji film.

### Ostalo
Priznanja Američkog filmskog instituta:
- 1998 AFI's 100 Years... 100 Movies - 91.
- 2002 AFI's 100 Years... 100 Passions - 12.
- 2004 AFI's 100 Years... 100 Songs:
  - "I Could Have Danced All Night" - 17.
- 2006 AFI's 100 Years of Musicals - 8.